# Un choix d'assassins
Un choix d'assassins est un film franco-italien réalisé par Philippe Fourastié et sorti en 1967.

## Fiche technique
- Titre : Un choix d'assassins
- Réalisateur : Philippe Fourastié
- Scénario : Philippe Fourastié, d'après le roman de William P. McGivern[1]
- Dialogues : Remo Forlani
- Photographie : Alain Levent
- Musique : Alain Goraguer
- Décors : Guy Littaye
- Son : Guy Chichignoud
- Montage : Armand Psenny
- Producteur : Georges de Beauregard
- Sociétés de production : Cinegai (Rome) - SEPIC - Rome Paris Films
- Tournage : du 29 août au 15 octobre 1966
- Pays de production :  Italie /  France
- Durée : 100 minutes
- Date de sortie : 
  - France : 2 août 1967
- Affiche : Jouineau Bourduge (France)

## Distribution
- Bernard Noël : Stéphane
- Duda Cavalcanti  : Tani
- Mario David : Scarlati
- Guido Alberti : Domenico
- Robert Dalban : le commissaire
- Corinne Armand : Jennifer
- Marcel Lupovici : Quessada
- Manuela Oppen : Catherine
- Antonio Passalia : Paco
- Raymond Studer : le caporal